# Gregorio Ladino Vega
Gregorio Ladino Vega (San Mateo, departament de Boyacá, 18 de gener de 1973) és un ciclista colombià, nacionalitzat mexicà des del 2011. Del seu palmarès destaquen les victòries a l'UCI Amèrica Tour de 2009 i 2010, així com diferents curses del calendari americà.

## Palmarès
- 1997
  - 1r a la Volta a Costa Rica
- 2000
  - Vencedor de 2 etapes de la Volta a Guatemala
- 2001
  - 1r a la Volta a Costa Rica i vencedor d'una etapa
  - 1r a la Volta a Guatemala
  - Vencedor d'una etapa de la Volta a Colòmbia
- 2003
  - 1r a la Volta a la Independència Nacional
  - Vencedor d'una etapa de la Volta a Costa Rica
- 2005
  - Vencedor d'una etapa del Clàssic Ciclista Banfoandes
- 2006
  - 1r a la Volta a El Salvador
- 2007
  - Vencedor d'una etapa de la Volta a El Salvador
- 2008
  - 1r a la Volta a Chiapas i vencedor de 2 etapes
  - 1r al Tour de Gila
  - Vencedor d'una etapa de la Volta a Cuba
  - Vencedor d'una etapa de la Doble Sucre Potosí
  - Vencedor d'una etapa de la Volta a Chihuahua[2]
- 2009
  - 1r a l'UCI Amèrica Tour
  - 1r a la prova en ruta als Campionats Panamericans
  - 1r a la Volta a Bolívia i vencedor d'una etapa
  - Vencedor de 2 etapes de la Doble Sucre Potosí
- 2010
  - 1r a l'UCI Amèrica Tour
- 2011
  -  Campió de Mèxic en ruta
  - Vencedor d'una etapa de la Volta a Chiapas